# Serie A 1962-1963 (pallacanestro femminile)
Il campionato di pallacanestro femminile 1962-1963 è stato il trentaduesimo organizzato in Italia.
La Serie A ritorna al girone unico, con undici squadre che si affrontano in partite di andata e ritorno. La prima classificata vince lo scudetto, le ultime tre retrocedono. La Fiat Torino vince il secondo titolo consecutivo, classificandosi davanti a Standa Milano e Onda Pavia.

## Classifica
|  |     | Classifica finale 1962-1963 | Pt | G  | V  | P  | PtF  | PtS  |
|  | --- | --------------------------- | -- | -- | -- | -- | ---- | ---- |
|  | 1.  | Fiat Torino                 | 40 | 20 | 20 | 0  | 1082 | 742  |
|  | 2.  | Standa Milano               | 37 | 20 | 17 | 3  | 1230 | 836  |
|  | 3.  | Onda Pavia                  | 34 | 20 | 14 | 6  | 1052 | 832  |
|  | 4.  | Omsa Faenza                 | 32 | 20 | 12 | 8  | 996  | 935  |
|  | 5.  | Fontana Bologna             | 30 | 20 | 10 | 10 | 823  | 839  |
|  | 6.  | L'Oreal Torino              | 29 | 20 | 9  | 11 | 859  | 899  |
|  | 7.  | Pejo Brescia                | 29 | 20 | 9  | 11 | 863  | 974  |
|  | 8.  | Philco Trieste              | 28 | 20 | 8  | 12 | 809  | 949  |
|  | 9.  | Europhon Milano             | 25 | 20 | 5  | 15 | 879  | 1032 |
|  | 10. | Ultravox Bologna            | 24 | 20 | 4  | 16 | 777  | 971  |
|  | 11. | Cestistica Venezia          | 22 | 20 | 2  | 18 | 699  | 1031 |

### Verdetti
- Fiat Torino campione d'Italia 1962-1963 (Bassino, Teresina Cirio, Marianna Del Mestre, Ornella Donda, Frola, Silvana Grisotto, Fiorenza Lavia, Lonzar, Franca Ronchetti, Giovanna Sesto).
- Europhon Milano, Ultravox Bologna e Cestistica Venezia retrocedono.